# Paromala
Paromala är ett släkte av fjärilar. Paromala ingår i familjen mätare.
Kladogram enligt Catalogue of Life:
| Paromala | \| \| Paromala elongata \| \| \| \| \| \| Paromala simplex \| \| \| \| |
|          | \| \| Paromala elongata \| \| \| \| \| \| Paromala simplex \| \| \| \| |
|          | Paromala elongata                                                      |
|          |                                                                        |
|          | Paromala simplex                                                       |
|          |                                                                        |